# مدركة (اسم)
مدركة هو اسم علم مؤنث من أصل عربي، ومعناه هو من الفعل أجاب الملبية المنفذة، ومجيبة هي جارية الرشيد.

## شخصيات تحمل الاسم
- مدركة بن إلياس

## وصلات خارجية
- موسوعة السلطان قابوس لأسماء العرب